# Ginnastica ai Giochi della XXVIII Olimpiade - Anelli

## Finale
| Posiz | Ginnasta                    | Valore Partenza | Stati Uniti (bandiera) | Kazakistan (bandiera) | Australia (bandiera) | Spagna (bandiera) | Brasile (bandiera) | Cina (bandiera) | Penalità | Totale |
| ----- | --------------------------- | --------------- | ---------------------- | --------------------- | -------------------- | ----------------- | ------------------ | --------------- | -------- | ------ |
|       | Dimosthenis Tampakos Grecia | 10.00           | 9.85                   | 9.90                  | 9.90                 | 9.85              | 9.75               | 9.85            | —        | 9.862  |
|       | Jordan Jovčev Bulgaria      | 10.00           | 9.85                   | 9.90                  | 9.80                 | 9.85              | 9.85               | 9.85            | —        | 9.850  |
|       | Jury Chechi Italia          | 10.00           | 9.80                   | 9.80                  | 9.85                 | 9.85              | 9.80               | 9.80            | —        | 9.812  |
| 4     | Hiroyuki Tomita Giappone    | 10.00           | 9.80                   | 9.80                  | 9.85                 | 9.80              | 9.80               | 9.75            | —        | 9.800  |
| 5     | Matteo Morandi Italia       | 10.00           | 9.80                   | 9.80                  | 9.75                 | 9.80              | 9.80               | 9.80            | —        | 9.800  |
| 6     | Pierre Yves Beny Francia    | 10.00           | 9.80                   | 9.80                  | 9.80                 | 9.75              | 9.80               | 9.80            | —        | 9.800  |
| 7     | Alexander Safoshkin Russia  | 10.00           | 9.75                   | 9.85                  | 9.75                 | 9.75              | 9.70               | 9.75            | —        | 9.750  |
| 8     | Andreas Schweizer Svizzera  | 10.00           | 9.70                   | 9.75                  | 9.75                 | 9.75              | 9.75               | 9.70            | —        | 9.737  |